# The Solution (album de 9th Wonder et Buckshot)
Albums de 9th Wonder & Buckshot
The Formula
(2008)
The Solution est un album collaboratif de 9th Wonder et Buckshot, sorti le 13 novembre 2012.
L'album s'est classé 19e au Top Rap Albums et 28e au Top R&B/Hip-Hop Albums.

## Liste des titres
| No  | Titre                           | Contient un (des) sample(s) de                         | Durée |
| --- | ------------------------------- | ------------------------------------------------------ | ----- |
| 1.  | The Big Bang                    | Come Fly Away With Me de Magnum Force                  | 3:51  |
| 2.  | What I Gotta Say                | New Direction des Foundations                          | 3:49  |
| 3.  | Stop Rapping                    |                                                        | 3:40  |
| 4.  | Crazy                           | I Don't See Me in Your Eyes Anymore de The Glass House | 3:02  |
| 5.  | The Feeling                     | Let the Feeling Talk to You des Dells                  | 3:48  |
| 6.  | Sam                             | Where Do We Go From Here/Journey d'Enchantment         | 2:53  |
| 7.  | Pat Em Down                     | Tear Down the Walls de Lamont Dozier                   | 3:51  |
| 8.  | Keep It Going                   | Break Down for Love de Tavares                         | 2:44  |
| 9.  | The Change Up                   | Love Is Just a Dream de Cliff Dawson                   | 2:41  |
| 10. | Shorty Left (featuring Rapsody) | All I Need Is Time de First Choice                     | 3:13  |
| 11. | You (featuring Dyme-A-Duzin)    | I Just Don't Know de Tommy Tate                        | 3:37  |
| 12. | The Solution                    | Which One Should I Choose des Unifics                  | 4:32  |